# Apeadeiro de Ponte do Carro
O Apeadeiro de Ponte do Carro é uma interface ferroviária desactivada da Linha de Leixões, que servia a localidade de Ponte do Carro, no concelho de Matosinhos, em Portugal.

## História
Um diploma publicado no Diário do Governo, II Série, de 27 de Agosto de 1937, aprovou o projecto para esta interface, com a categoria de apeadeiro, sendo a construção contratada com o empreiteiro Agostinho de Sousa Duarte, por um diploma do Diário do Governo, II Série, de 2 de Abril de 1938.
Este apeadeiro situa-se no troço entre Contumil e Leixões, que abriu à exploração em 18 de Setembro de 1938.